# L'Oréal
L'Oréal S. A. es una empresa francesa de cosméticos y belleza, creada en 1909 por el químico Eugène Schueller. Con sede en Clichy, es la compañía de cosméticos más grande del mundo, y cuenta con una sede social en París, Francia. Desarrolla su actividad en el campo de la cosmética, concentrándose en el color del cabello, cuidado de la piel, protección solar, maquillaje, perfumes, cuidado del cabello y cuidados para hombres. Es una compañía pionera en investigación sobre dermatología, toxicología, ingeniería de tejidos, y biofarmacéuticas. Es la empresa que más patentes de nanotecnología tiene en los Estados Unidos.
L'Oréal se inició en el negocio con los tintes para el cabello, pero la compañía pronto se diversificó en otros productos de limpieza y belleza. Con más de 86.000 empleados, L'Oréal está presente en 150 países, comercializando 36 marcas y miles de productos individuales en todos los sectores del negocio de la belleza: tintes de cabello, permanentes, estilismo del cabello, cuidado de la piel y el cuerpo, productos de limpieza, maquillaje y fragancias. Los productos de la compañía se encuentran en una amplia variedad de canales de distribución, desde peluquerías y perfumerías de híper y supermercados, hasta establecimientos de salud, belleza, farmacias y correo directo.
Cuenta con seis centros de investigación y desarrollo en todo el mundo: dos en Francia: Aulnay y Chevilly; uno en Estados Unidos: Clark, Nueva Jersey; uno en Japón: Kawasaki, prefectura de Kanagawa, uno en Shanghái, China y uno en India.

## Historia
El origen de L'Oréal se remonta a 1907, cuando Eugène Schueller, un joven químico francés de ascendencia alemana, graduado del Instituto de Química Aplicada de París (hoy Escuela Nacional de Química de París) en 1904, desarrolla una fórmula sintética de productos químicos inofensivos para teñir el pelo llamado "el Auréale", el nombre de un peinado de moda femenina en el momento y que recordaba una aureola. Schueller formulaba y fabricaba sus propios productos, que luego vendía a los peluqueros de París.
El 30 de julio de 1919, Schueller fundó la compañía Société Française de Teintures Inoffensives verter Cheveux (Compañía Francesa de Tintes Inofensivos para el cabello), junto con André Spery, contable original de la comuna francesa Épernay y empleado del fabricante de bebidas alcohólicas Cusenier. La compañía se mudó a un local en la calle d'Alger en París, que incluía oficina y sala de demostraciones. El año 1928 marca la diversificación de su negocio a través de la adquisición de la Société des Savons français, creada en 1920 en la calle Marten en Clichy, más conocida bajo el nombre de marca de su Monsavon. Simboliza la entrada de L'Oréal al mercado de productos de consumo. Muchos años más tarde Monsavon fue vendida a Procter & Gamble, posteriormente a Sara Lee Corporation, y finalmente a Unilever en 2011.
En 1929, Schueller lanzó la revista profesional Boletín L'Oréal, que fue distribuida en salones de belleza, luego una revista para mujeres, Tu Belleza. En 1929 creó el primer sistema de teñido rápido, Imedia, y en 1934, lanzó al público el champú familiar Dop. En 1935, desarrolló el "Amber Solar", el primer protector solar.
En 1936, la compañía se convirtió en una sociedad anónima a la que da, el 4 de abril de 1939, el nombre de su primer producto, y se trasladó a 14, rue Royale, arteria parisina prestigiosa que une la plaza de la Madeleine a la plaza de la Concordia. En 1938, Eugène Schueller establece en su negocio el "salario proporcional", que sigue la evolución de las ventas.
Schueller proporcionó apoyo financiero a La Cagoule, una organización paramilitar de extrema derecha conocida por sus actividades terroristas y que contaba con André Bettencourt entre sus miembros, que conspiró para derrocar a la Tercera República y cuyo líder formaría durante la ocupación nazi el colaboracionista Mouvement social révolutionnaire (MSR); también proporcionó los espacios de su fábrica para la realización de las reuniones. L'Oréal contrató a varios miembros del grupo como ejecutivos después de la Segunda Guerra Mundial, como Jacques Corrèze, quien se desempeñó como director general de la operación de Estados Unidos.
Entre 1940 y 1942 Bettencourt escribió una columna en el semanario colaboracionista La Terre Française, publicado en París. En 1942, Eugène Schueller lo envió a Suiza con el fin de "arianizar" Nestlé, donde se convirtió en uno de los principales accionistas. Después de la guerra, André Bettencourt se unió a la gestión del grupo. La filial de L'Oréal España se crea por Henri Deloncle, hermano de Eugène, y contratará a Jean Filliol, condenado como corresponsable de la masacre de Oradour-sur-Glane, lo que le permite escapar de la ejecución de la sentencia. Además François Mitterrand fue contratado como gerente general de la revista Su belleza.
En 1987, durante los años de crecimiento de la empresa de venta por correo, L'Oréal y 3 Suisses fundaron Le Club des Créateurs de Beauté de venta por correspondencia de productos cosméticos, con marcas como Agnès B., Cosmence y Profesor Christine Poelman, entre otros. En marzo de 2008, L'Oréal adquirió la participación de 3 Suisse, tomando el control exclusivo de la empresa. En noviembre de 2013, L'Oréal anunció que Le Club des Créateurs de Beauté cesaría la actividad en el primer semestre de 2014.
En noviembre de 2012, L'Oréal inauguró la fábrica más grande en el parque industrial Jababeka, Cikarang, Indonesia, con una inversión total de US $ 100 millones. La producción será absorbida en un 25 por ciento en el mercado interno y el resto se exportará.
Destaca su inversión en mercadotecnia, al cual dedica más de 4.950 millones de euros, es decir, el 30,7% de su cifra de negocio. Su lema "porque yo lo valgo" es uno de los eslóganes comerciales más conocidos que, junto con anuncios presentados por famosos, conforman la punta de lanza de sus promociones.

## Adquisiciones
En 1973, L'Oréal adquirió la mayoría de las acciones del grupo Synthélabo. Synthélabo se fusionó con Sanofi en 1999 para convertirse en Sanofi-Synthélabo. Sanofi-Synthélabo se fusionó con Aventis en 2004 para convertirse en Sanofi-Aventis.
El 17 de marzo de 2006, L'Oréal compró la compañía de cosméticos The Body Shop por 562 millones de £.
El 11 de febrero de 2014, se anunció que L'Oréal había sellado un acuerdo por valor de € 3.4bn para recomprar 8% de sus acciones del gigante de bienes de consumo Nestlé. Como resultado de la operación, la participación de Nestlé en L'Oréal se redujo de 29.4pc a 23.29pc mientras que la participación de la familia Bettencourt Meyers aumentará de 30.6pc a 33.2pc. Nestlé ha sido dueño de una participación en L'Oréal desde 1974, cuando compró a la empresa, a petición de Liliane Bettencourt, hija del fundador de L'Oréal y la mujer más rica del mundo, que estaba tratando de evitar que la intervención del Estado francés en la empresa.
El 20 de febrero de 2014, Shiseido acordó la venta de sus marcas Carita y Decléor a L'Oréal de 227.500.000 €. El 18 de junio de 2014, L'Oréal acordó adquirir NYX Cosmetics por un precio no revelado, reforzando su oferta de maquillaje en América del Norte, donde su unidad de productos de consumo se ha tambaleado. En septiembre de 2014, L'Oréal anunció que había acordado comprar la empresa brasileña cuidado del cabello Niely Cosméticos Group por un monto no revelado.
En enero de 2014, L'Oréal finalizó la adquisición de la mayor marca de belleza china Magia Holidings, por 840 millones de dólares. Este mismo año, L'Oréal también adquiere la marca de cosméticos Urban Decay, creada en 1996 en California por David Soward, Wende Zomnir y Sandy Lerner.
En marzo de 2018, L'Oréal compra el 100% de Modiface, compañía canadiense de inteligencia artificial y Realidad Aumentada  y en  mayo de 2018, L'Oréal adquiere la firma coreana Stylenanda.

## L'Oréal España
L'Oréal llegó a España, en 1914. En 1950 se constituyó la Sociedad Productos Capilares, S.A. (PROCASA) en Madrid con el objeto de distribuir y fabricar en España productos de peluquería.
En 1971, se inaugura la primera fábrica del grupo L´Oréal en España en el polígono industrial de Villalonquéjar (Burgos). 
En 1978, se inaugura en Alcalá de Henares la fábrica internacional de Cobelsa
En España, L’Oréal une todas sus divisiones operacionales en una única sede central, situada en Madrid,  desde abril de 2008. 
En 2009, L´Oréal España realiza la fusión por absorción de sus 4 divisiones (L’Oréal División Productos Gran Público S.A., L’Oréal División Productos Profesionales S.A., L’Oréal División Productos de Lujo, S.A. y Cosmétique Active España, S.A.) en una única sociedad.
Las marcas de L’Oréal que operan en España son: Lancôme, Giorgio Armani, Yves Saint Laurent Beauté, Biotherm, Kiehl’s, Ralph Lauren, Cacharel, Clarisonic, Diesel, Viktor&Rolf, Maison Margiela, Urban Decay, Atelier Cologne, House 99, Proenza Schouler, IT Cosmetics, L’Oréal París, Garnier, Maybelline New York, Essie, NYX Professionnal Make Up, L’Oréal Professionnel, Kérastase, Redken, Matrix, Shu Uemura Art of Hair, Decléor, Carita, Biolage, Vichy, La Roche-Posay, SkinCeuticals, CeraVe, Mugler y Azzaro.

### Fábrica de Burgos
En la ciudad de Burgos (España), se encuentra una de las principales fábricas a nivel mundial. En ella trabajan 504 personas exportando su producción a 52 países. Desde 2015, es una fábrica libre de emisiones CO2 y energéticamente autoabastecida, desde 2017 es una fábrica seca que sólo utiliza agua como materia prima y para consumo humano.

### Fábrica de Cobelsa
Situada en Alcalá de Henares, es neutra en emisiones CO2 desde 2017.

### L'Oréal Brandstorm
Cada año L'Oréal organiza un concurso de marketing en el que participan estudiantes de cuarto y quinto curso de las mejores escuelas de negocio de todo el mundo. La edición de 2018 contó con 25.000 participantes y la final se celebró en París

## L'Oréal Argentina
En 1939, se comienza a internacionalizar los productos L'Oréal en Argentina, a través de un agente llamado Belieres Mauricio. En 1950, se construye la primera fábrica en el barrio de Chacarita, en la ciudad de Buenos Aires. En 1968, se lanza la marca Lancôme en Argentina.

## Posición competitiva

### Marcas
En 2023, la Reseña Anual del sistema de Madrid de la Organización Mundial de la Propiedad Intelectual (OMPI) clasificó a L'Oréal como el primer lugar mundial en número de solicitudes de marcas realizadas en el marco del Sistema de Madrid, con 199 solicitudes de marcas realizadas durante 2023.